# Corredor Heritage
El Corredor Heritage (en inglés: Heritage Corridor) es una línea del Tren de Cercanías Metra. La línea opera entre las estaciones Union Station y en Joliet.